# 遊馬晃祐
遊馬 晃祐（あすま こうすけ、1995年10月20日 - ）は、日本の俳優。

## 人物
岐阜県出身。2015年、ハイパープロジェクション演劇ハイキュー!!のオーディションにて及川徹役に選ばれ、同作で俳優デビュー。自身はバレーボール経験者である。
デビュー二年後出演おとめ妖怪ざくろでは初座長を務めた。
身長184cm。特技はバレーボール・立ち幅跳び・短距離走、趣味はボウリング・野球・釣り。よく誤字をするため天然キャラとも云われている。
アルマットを7月31日に退所したことを報告。個人事務所「株式会社BT3」の設立を発表した。

## 出演

### 舞台
- ハイパープロジェクション演劇「ハイキュー!!」 - 及川徹 役[5]
  - 「ハイキュー!!」（2015年11月14日 - 12月13日、AiiA 2.5 Theater Tokyo 他）[6][7]
  - 「ハイキュー!!」“頂の景色”（2016年4月8日 - 5月8日、AiiA 2.5 Theater Tokyo 他）[8][9]
  - 「ハイキュー!!」“烏野、復活！”（2016年10月28日 - 12月4日、AiiA 2.5 Theater Tokyo 他）[10][11]
  - 「ハイキュー!!」“勝者と敗者”（2017年3月24日 - 5月7日、TOKYO DOME CITY HALL 他）[12][13]
  - 「ハイキュー!!」“はじまりの巨人”（2018年4月28日 - 6月8日、日本青年館ホール 他）[14][15]
  - 「ハイキュー!!」“最強の場所（チーム）”（2018年10月20日 - 12月16日、TOKYO DOME CITY HALL 他）[16][17]
- 歌劇･明治東亰恋伽〜朧月の黒き猫〜（2016年6月2日 - 12日） - 川上音二郎 役
- ROCK MUSICAL BLEACH 〜もうひとつの地上〜（2016年7月28日 - 8月28日） - 市丸ギン 役
- おとめ妖怪ざくろ（2017年1月18日 - 24日） - 総角景 役
- BRAVE10 - 服部半蔵 役
  - BRAVE10（2017年6月28日 - 7月2日）
  - BRAVE10 〜燭(ともしび)～（2018年7月26日 - 29日）
  - BRAVE10〜昇焉〜（2020年9月19日 - 27日）
- DIABOLIK LOVERS MORE,BLOOD （2018年1月24日 - 28日）- 無神ユーマ 役
- ミュージカル「陰陽師」〜平安絵巻〜（2018年3月9日 - ）- 茨木童子 役
- レイルウェイ（2019年2月22日 - 3月2日）- 朝霧涼平 役
- 桃源郷ラビリンス（2019年4月4日 - 14日）- 楽々森類 役
- 舞台版「誰ガ為のアルケミスト」 - オーティマ 役
  - 舞台版 〜聖石の追憶〜（2019年6月26日 - 30日）
  - 〜聖ガ剣、十ノ戒〜（2020年3月13日 - 22日）
  - 〜宛名ノナイ光〜（2020年10月7日 - 11日）
  - -Last Blue 漆黒から、君ニ-（2022年2月20日 - 27日）
- 「ABSO-METAL」 〜価値×時間＝幸せのメダル〜（2019年9月4日 - 8日） - アイコ 役
- OZMAFIA!! sink into oblivion（2019年10月23日 - 27日） - アクセル 役
- 巌窟王 Le theatre（2019年12月20日 - 28日） - マクシミリアン・モレル 役
- ミュージカル『DREAM!ing』（2020年12月、大阪 / 2021年1月、東京） - 牛若湊 役
  - ミュージカル『DREAM!ing〜After Party〜』（2025年8月9日、ニッショーホール）[18]
- 舞台「COLOR CROW -黄靱之翼-」（2024年2月10日 - 18日、こくみん共済coopホール/スペース・ゼロ）[19]
- 舞台「ブルーロック」 - 雪宮剣優 役
  - 舞台「ブルーロック」3rd STAGE（2024年8月9日 - 12日、東大阪市文化創造館 Dream House 大ホール / 8月17日 - 25日、シアターH） - 雪宮剣優 役[20]
  - 舞台「ブルーロック」4th STAGE（2025年5月15日 - 25日、THEATER MILANO-Za / 5月30日 - 6月1日、東大阪市文化創造館 Dream House 大ホール）[21]

### TV
- もひかん家の家族会ぎ（2017年10月 - 9月8日）- お巡りさん 役

### 映画
- お江戸のキャンディー2 ロワゾー・ドゥ・パラディ（天国の鳥）篇 （2017年6月24日公開）- 千代蔵 役

### ゲーム
- REALIVE!〜帝都神楽舞隊〜（2019年、綾井雪松） - 声の出演

## ディスコグラフィ

### キャラクターソング
| 発売日        | 商品名                            | 歌                           | 楽曲                        | 備考                                                 |
| ------------- | --------------------------------- | ---------------------------- | --------------------------- | ---------------------------------------------------- |
| 2019年10月2日 | Virgin Sky/愛がある限りここにいる | 帝都東神楽舞隊基地・所属舞官 | 「Virgin Sky」              | ゲーム『REALIVE!〜帝都神楽舞隊〜』オープニングテーマ |
| 2019年10月2日 | Virgin Sky/愛がある限りここにいる | 帝都東神楽舞隊基地・所属舞官 | 「愛がある限りここにいる」  | ゲーム『REALIVE!〜帝都神楽舞隊〜』エンディングテーマ |
| 2020年1月29日 | メロスよ/僕も頑張る               | 七刀星                       | 「メロスよ」 「僕も頑張る」 | ゲーム『REALIVE!〜帝都神楽舞隊〜』関連曲             |

### ユニットメンバー
1. ↑  風見勇真（梶原岳人）、久能純（谷口博昭）、米倉鷹久（谷口淳志）、藤堂豪一郎（千葉瑞己）、白神透（會田海心）、赤音輝（小西成弥）、綾井雪松（遊馬晃祐）、貴船雅彦（小林竜之）、鯨屋練（大坪康亮）、サー・ユリエル・フィドルバード（沢城千春）、佐々木裕之助（古田一紀）、橘幸作（岡延明）、瀬乃崎宗（松岡一平）、東雲仁（宮崎遊）、高城貫（伊勢大貴）、椿坂龍馬（高橋健介）、双葉日向（汐谷文康）、双葉向夜（尾股未知也）、氷室零（伊藤昌弘）、津田新造（福西勝也）、皆川風汰（古畑恵介）、皆川修司（新井雄也）
2. ↑  風見勇真（梶原岳人）、久能純（谷口博昭）、米倉鷹久（谷口淳志）、藤堂豪一郎（千葉瑞己）、白神透（會田海心）、赤音輝（小西成弥）、綾井雪松（遊馬晃祐）